# Frufällan
Frufällan är  ett samhälle i Borås kommun. Belägen ca 8 km norr om Borås centrum. Frufällan ligger på Öresjös östra sida. SCB avgränsade här från 1990 till 2015 en tätort. Vid avgränsningen 2015 klassades den som sammanväxt med Borås för att 2020 återuppstå som egen tätort nu sammanväxt med Tosseryd och av SCB namnsatt till Frufällan och Tosseryd. Vid avgränsningen 2023 klassades den åter som en del av Borås,

## Namnet
Många har gjort sig lustiga över namnet Frufällan. Det har dock en naturlig förklaring, och kommer från en gård med namnet Frugården som hade en skogsfälla/svedja (skogen fälldes för att ge mark där ett torp skulle kunna byggas). Torpet låg nära järnvägen och gav namn åt en hållplats vid denna, och senare till hela stationssamhället.

## Befolkningsutveckling
| Befolkningsutvecklingen i Frufällan 1960–2020                                               | Befolkningsutvecklingen i Frufällan 1960–2020 | Befolkningsutvecklingen i Frufällan 1960–2020 | Befolkningsutvecklingen i Frufällan 1960–2020 | Befolkningsutvecklingen i Frufällan 1960–2020 |
| ------------------------------------------------------------------------------------------- | --------------------------------------------- | --------------------------------------------- | --------------------------------------------- | --------------------------------------------- |
|                                                                                             |                                               |                                               |                                               |                                               |
| År                                                                                          |                                               |                                               | Folkmängd                                     | Areal (ha)                                    |
| 1960                                                                                        | 1960                                          |                                               | 441                                           |                                               |
| 1965                                                                                        | 1965                                          |                                               | 444                                           |                                               |
| 1970                                                                                        | 1970                                          |                                               | 467                                           |                                               |
| 1975                                                                                        | 1975                                          |                                               | 507                                           |                                               |
| 1980                                                                                        | 1980                                          |                                               | 501                                           |                                               |
| 1990                                                                                        | 1990                                          |                                               | 700                                           | 103                                           |
| 1995                                                                                        | 1995                                          |                                               | 779                                           | 103                                           |
| 2000                                                                                        | 2000                                          |                                               | 810                                           | 103                                           |
| 2005                                                                                        | 2005                                          |                                               | 884                                           | 103                                           |
| 2010                                                                                        | 2010                                          |                                               | 917                                           | 103                                           |
| 2018                                                                                        | 2018                                          |                                               | 1 303                                         | 191                                           |
| 2020                                                                                        | 2020                                          |                                               | 1 305                                         | 201                                           |
| Anm.: Ingår från 2015 i tätorten Borås. Åter egen tätort 2018 som även inkluderar Tosseryd. |                                               |                                               |                                               |                                               |

## Personer med anknytning till trakten
- Sigvard Berggren, Borås djurparks grundare, konstruerade sin framtidsbil Future medan han bodde i Frufällan, på Klippvägen 2, under åren 1951-1954. [7]